# 季穆尔·萨芬
季穆尔·马尔塞列维奇·萨芬（俄语：Тимур Марселевич Сафин，1992年8月4日—），生于乌兹别克斯坦塔什干，俄罗斯男子击剑运动员，曾获得2016年夏季奥林匹克运动会男子个人花剑铜牌和男子团体花剑金牌，以及2020年夏季奧林匹克運動會男子团体花剑銀牌。